# Mercado Urbano Tobalaba
Mercado Urbano Tobalaba (también conocido por su sigla MUT) es un conjunto de edificios de oficinas y centro comercial en la comuna de Las Condes, Santiago de Chile.

## Características
El conjunto abarca una manzana completa entre avenida Apoquindo, Encomenderos, Roger de Flor y El Bosque, en el sector de Sanhattan en la comuna de Las Condes.
Con más de 186 mil metros cuadrados de superficie, el Mercado Urbano Tobalaba está compuesto por cuatro torres de oficinas de renta (tres edificios de 20 pisos y uno en construcción) y cinco niveles de comercio, que tendrán cerca de 300 locales comerciales en su etapa final, y unos 20 mil metros cuadrados de áreas verdes. Cuenta con el estacionamiento de bicicletas más grande de Latinoamérica, con 2.000 aparcamientos y diversos servicios para ciclistas.
El tercer piso del conjunto corresponde a una plaza central diseñada por las arquitectas Paula Livingstone y Javiera Jadue, donde se plantaron especies productivas y huertas comunitarias.
Asimismo, está conectado a la estación Tobalaba del Metro de Santiago, a través de un túnel por debajo del canal San Carlos.
Algunas empresas que arriendan oficinas en el complejo de edificios son Albemarle, Buk, Schneider Electric, MetLife e ISDIN. En abril de 2024, Enel comenzó a instalarse en la torre 2 del complejo.

## Historia
El terreno donde se emplaza MUT fue adquirido por Territoria S.A. en 2013, con una inversión de más de 500 millones de dólares. En 2015 la Autoridad de Inversiones de Abu Dabi se asoció con Territoria para el desarrollo de MUT, el que inició el año siguiente.
Fue abierto de manera paulatina a partir del 13 de julio de 2023. En junio de 2025 recibió el premio «Americas Awards for Excellence» por ser uno de los proyectos más transformadores del año en América. El galardón fue otorgado por el Urban Land Institute en Washington, Estados Unidos.

## Galería

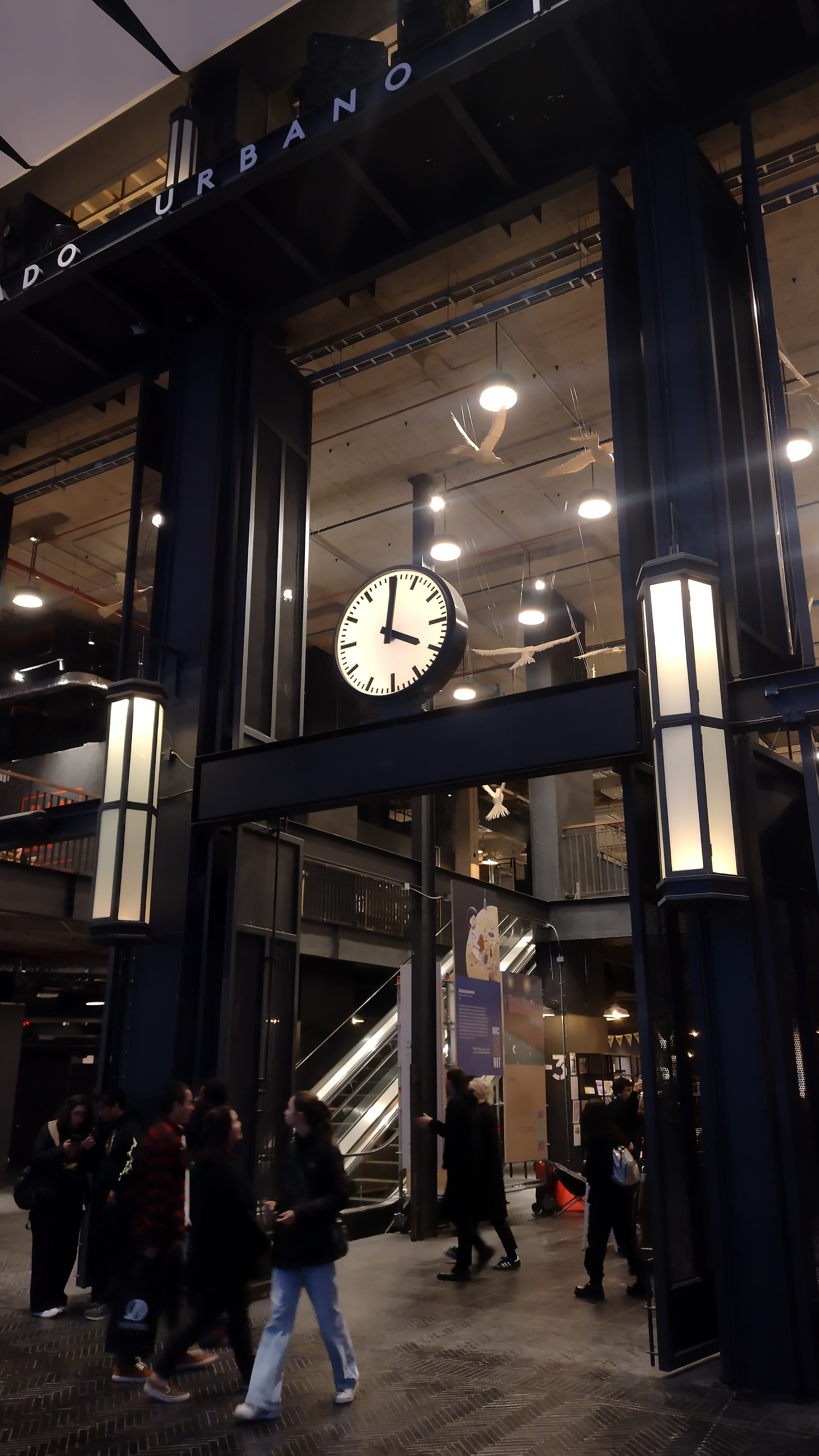
Acceso por metro Tobalaba
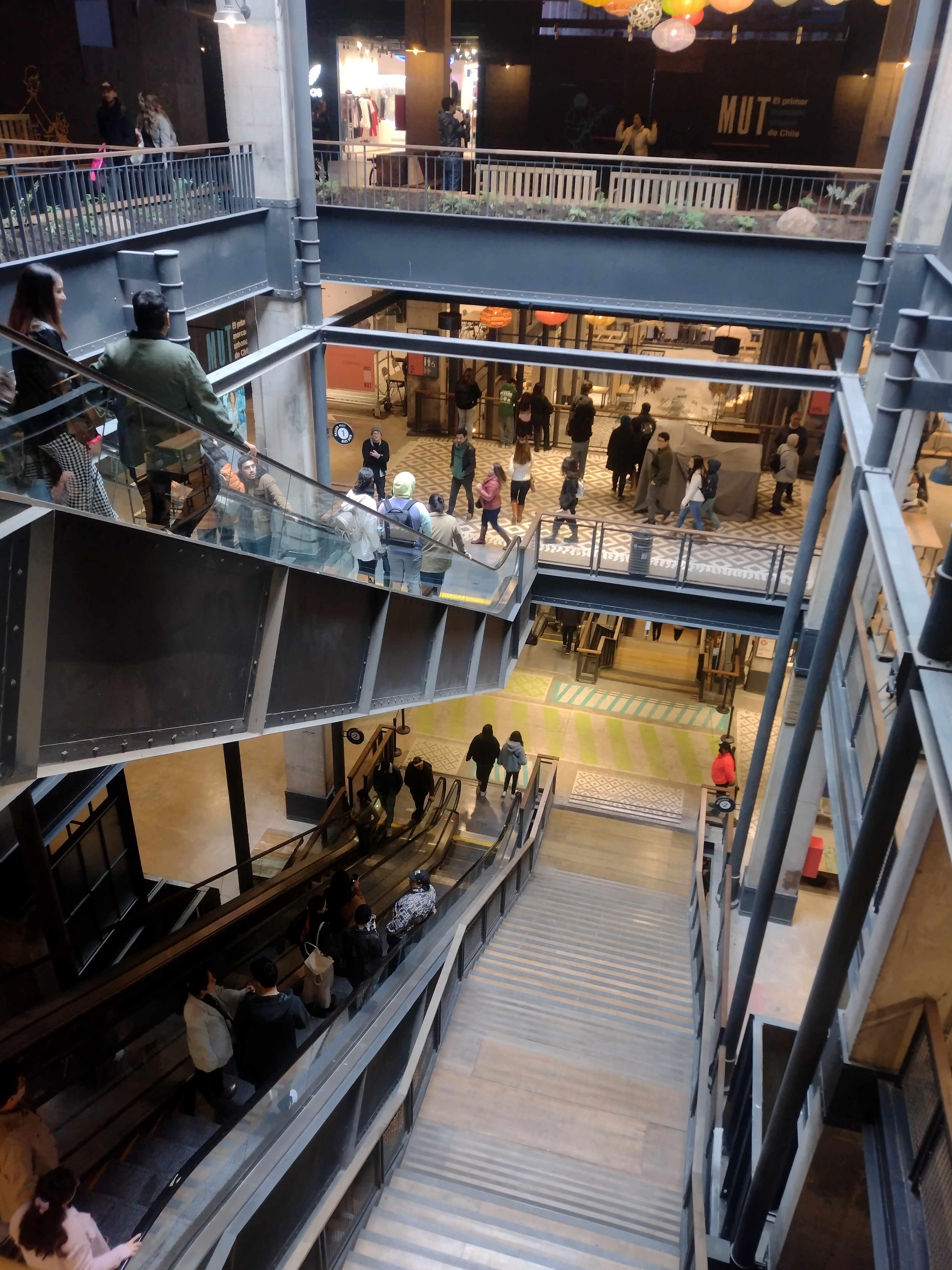
Interior del centro comercial
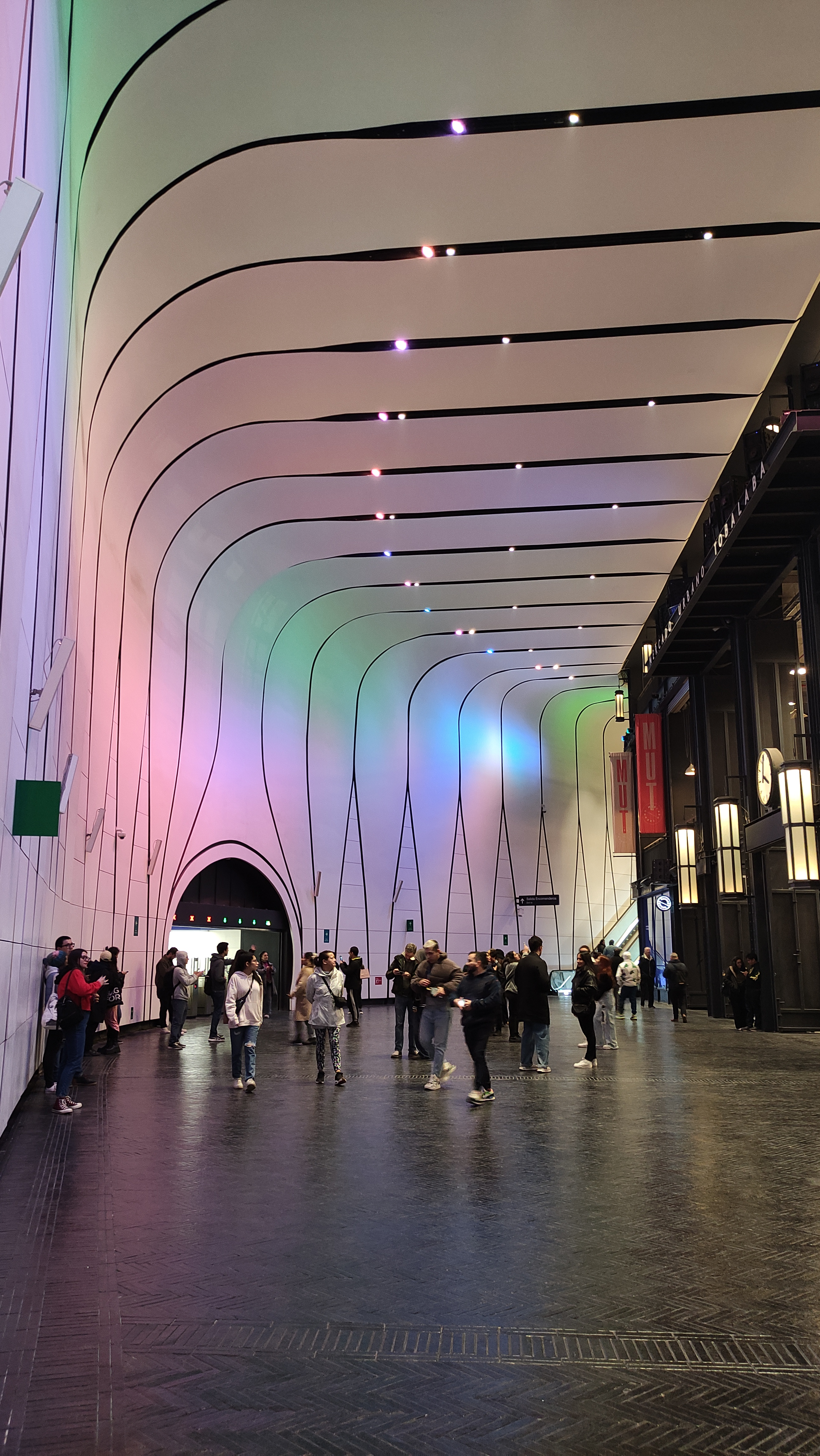
Conexión con estación Tobalaba